# John Walker (Naturforscher)

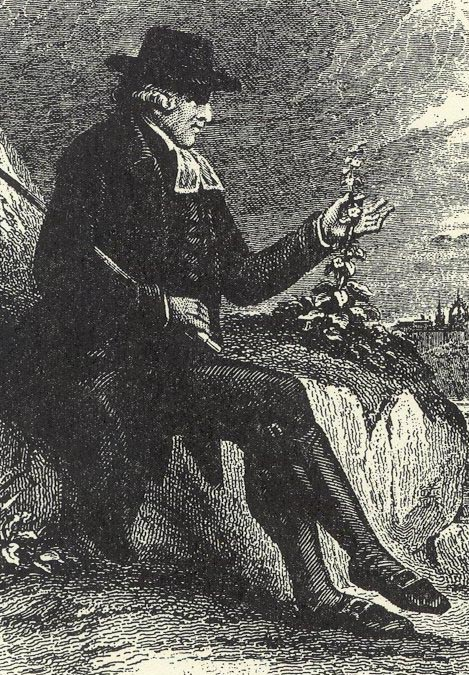
John Walker

John Walker (* 1731 in Edinburgh; † 31. Dezember 1803 ebenda) war ein schottischer reformierter Theologe und Naturforscher. Sein offizielles botanisches Autorenkürzel lautet „Walker“.

## Leben
Walker war der Sohn eines Lehrers und studierte ab 1746 Theologie an der University of Edinburgh mit dem Abschluss 1749. Bald darauf wurde er von der Church of Scotland ordiniert. Neben seiner Tätigkeit als Pfarrer befasste er sich mit Naturforschung, belegte Chemiekurse bei William Cullen und trat der Edinburgh Philosophical Society bei. Er befasste sich mit Chemie und Mineralogie und ihren Anwendungen in Bergbau und Landwirtschaft und war wissenschaftlicher Berater hochrangiger Adliger wie Lord Bute und Lord Kames. 1758 wurde er Pfarrer in Glencorse und 1762 in Moffat, wo er bis 1783 tätig blieb. Mitte der 1760er Jahre galt er als einer der führenden Naturforscher Schottlands. Er unternahm Exkursionen in die Highlands, nachdem er zuvor vor allem in den Lowlands forschte, und wurde von Lord Kames zu einem Besuch der rückständigen Hebriden und Untersuchung der wirtschaftlichen Lage geschickt, dessen offizieller Bericht für die Society for Propagation of Christian Knowledge 1808 erschien. Ab 1779 war er Regius Professor of Natural History an der University of Edinburgh, was er bis zu seinem Tod blieb. Außerdem war er Keeper des Naturgeschichts-Museums der Universität. 1790 wurde er zum Moderator der General Assembly der Church of Scotland gewählt und stieg damit zu höchsten Würden in der Church of Scotland auf.
Er hielt Vorlesungen über Meteorologie, Hydrologie und Geologie sowie über Mineralogie, Botanik und Zoologie, wobei er in der Botanik dem System von Carl von Linné folgte, bei Mineralien aber ein eigenes Klassifikationssystem entwickelte. Im Curriculum waren auch erstmals an einer britischen Universität Vorlesungen über Landwirtschaft. Er hatte viele bedeutende Schüler (darunter Robert Brown und James Edward Smith). Gegen Ende seines Lebens hatte er Sehprobleme und seine Vorlesungen wurden zunehmend von seinem Schüler und Nachfolger Robert Jameson übernommen.

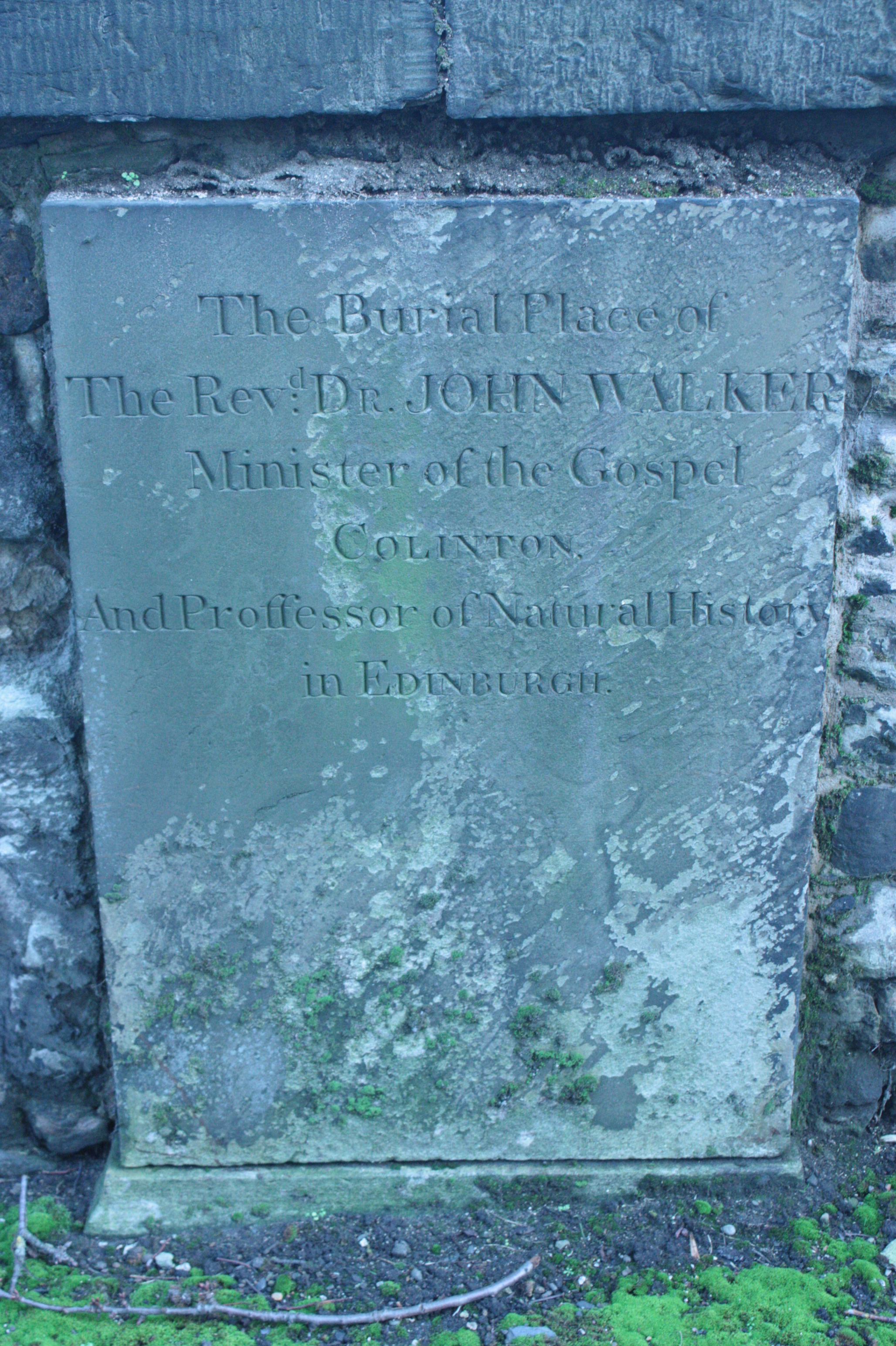
Grab von Walker, Canongate Kirkyard, Edinburgh

Er war Fellow der Royal Society of Edinburgh (1783). 1783 wurde er Mitglied der Linnean Society of London. 1790 amtierte er als Moderator der General Assembly der Church of Scotland.

## Schriften
- An Economical History of the Hebrides and Highlands of Scotland, 2 Bände 1808
- Essays on Natural History and Rural Economy, 1812